# Charles B. Harris
Charles Bonner Harris (* 24. April 1940 in New York City; † 10. März 2020) war ein US-amerikanischer Physikochemiker.

## Leben
Charles B. Harris wurde in New York City geboren und verbrachte den Großteil seiner Jugend in Grosse Pointe. Er studierte an der University of Michigan und erlangte 1963 den Bachelor. 1966 erhielt er den Ph.D. in Chemie am Massachusetts Institute of Technology, im Jahr darauf ging er an die University of California, Berkeley und war dort Professor an der Fakultät für Chemie. Ab 2003 hatte er die Leitung dieser Abteilung inne und war von 2004 bis 2007 Dekan der Fakultät. 2015 ging er in den Ruhestand. Sein Forschungsschwerpunkt lag im Bereich der ultraschnellen Dynamik und der Elektronendynamik sowie der Dynamik chemischer Reaktionen in Flüssigkeiten. Er veröffentlichte über 200 wissenschaftliche Publikationen und erhielt mehrere Auszeichnungen. Unter anderem war er Mitglied der National Academy of Sciences, der American Association for the Advancement of Science, der American Academy of Arts and Sciences und der American Physical Society.